# Paul Heinrich Gerhard Möhring
Pour les articles homonymes, voir Möhring.
Paul Heinrich Gerhard Möhring est un médecin, un botaniste et un zoologiste allemand, né le 21 juillet 1710 à Jever et mort le 28 octobre 1792 dans la même ville.

## Biographie
Paul Heinrich Gerhard Möhring est l'aîné d'une famille de huit enfants. Son père, Gottfried Victor Mohring, est le pasteur de Neuende. Mohring rejoint en 1729 le Gymnasium Academicum de Dantzig pour étudier la médecine, où il a pour professeur notamment l'anatomiste Johann Adam Kulmus et le naturaliste Jacob Theodor Klein. Il obtient son titre de docteur en médecine en 1733 à l'université de Wittemberg après avoir soutenu sa thèse sur De Inflammationis Sanguineae Theorica Mechanica.
Il retourne ensuite à Jever pour s'installer comme médecin avant de devenir, en 1743, le médecin personnel du Prince d'Anhalt. En juin de la même année, il se marie avec Juliane Damm, le couple aura quatre enfants dont : Heinrich Gerhard (1751-1810), conseiller et médecin de la cour, Nikolaus Laurenz (mort en 1811) et Johann Ludwig (de) (1760–1835).
En 1752, il publie Avium Genera, où il propose une classification des oiseaux, qu'il divise en quatre classes esquissant les classifications modernes.